# 新選組血風録
『新選組血風録』（しんせんぐみけっぷうろく）は、司馬遼太郎の小説。幕末の新選組を題材とした連作短編集である。これを原作とした映画、テレビドラマがたびたび製作されている。

## 概要
司馬遼太郎は、1962年5月から12月に「小説中央公論」で新選組を題材とした15編の短編を連載した。これが1964年に中央公論社から短編集『新選組血風録』としてまとめられた。本作と並行して司馬は、新選組副長土方歳三を主人公とした長編『燃えよ剣』を、1962年11月から1964年3月にかけ『週刊文春』に連載している。
各話ごとに異なる、実在と架空の隊士が主人公となる群像劇の構成であるが、同時にまた土方歳三と沖田総司がストーリーの主要登場人物となっている。各話は時代順に並んではおらず、また、その編中の時間軸では未来の出来ごとである戊辰戦争時代や明治時代のエピソードまで言及されることもある。局長の近藤勇も多く登場するが、土方、沖田に比べるとやや脇役的存在となっている。隊士の中では斎藤一と山崎烝 も登場回数が多い。
司馬が最も脂が乗っていた時期の作品で、巧みな文章とストーリー構成、キャラクター造形で高い評価を受け、新選組物の定番小説として非常に長い間版を重ね、現在に至るまで書店に並び、愛読されている。
読者が多く影響力が強いために、この作品に描かれているのがそのまま史実の新選組と受け取る読者も少なくないが、これはあくまでも大衆小説であり、小説とするために史実を意図的に変えているもの や、根本的に架空のストーリーも含まれている。
近藤、土方、沖田、斎藤、井上などの人物像も、あくまでも小説の登場人物としての性格設定である。

## 刊行書誌（現行）
- 『新選組血風録』 角川文庫、新装版2003年、ISBN 4041290074
- 『新選組血風録』 中公文庫、新装版1996年、ISBN 4122025761
- 『新選組血風録』 中央公論新社、新装版1999年、ISBN 4120029522
- 『司馬遼太郎全集7　新選組血風録　幕末』　文藝春秋　ISBN 4165100706

## 各話あらすじ
油小路の決闘
伊東甲子太郎を中心とした高台寺党の分離と粛清までを伊東派幹部の篠原泰之進の視点で描く。
芹沢鴨の暗殺
新選組結成初期の筆頭局長芹沢鴨の数々の乱行。そして芹沢が近藤勇、土方歳三、沖田総司ら試衛館派によって暗殺される顛末を主に土方の視点で描いている。芹沢は粗暴だがある種の魅力のある（可愛げのある）人物として描かれている。
長州の間者
浪人深町新作は京娘と恋仲になり、長州に仕官するために間者として新選組に入隊。間者として利用されるだけの己の立場の小ささに苦しみ、やがて新選組隊士たちに取り囲まれる中で同じ長州の間者と対決させられ、粛清されるまでの、間者の悲哀と残酷を描く。
池田屋異聞
大坂の町道場に通っていた針師の次男山崎烝は、赤穂浪士・大高忠雄の子孫大高忠兵衛と関わり遺恨を持ち、そこから自分が赤穂浪士から脱落した“不忠臣”奥野将監の子孫と知ることになる。やがて新選組の監察となった山崎は、池田屋事件で再び大高忠兵衛と相まみえる。
鴨川銭取橋
甲州流軍学を修め新選組の軍学師範となっていた武田観柳斎は、おべっか使いの卑小な男だった。土方の巧妙な策略によって武田が裏切りに走り、そして粛清されるまでを描く。
虎徹
浪士組に加盟した江戸の町道場の主・近藤勇は、支度金20両で名刀虎徹を欲した。しかし、虎徹が20両で買える訳もなく、刀屋は贋物を近藤に売る。近藤はまったく気付かず京に上り、やがて新選組を結成し偽虎徹をふるって活躍する。その後近藤は本物の虎徹を手に入れることになるのだが･･･。己の信念にもとづき偽物を本物に、本物を偽物にしてしまう近藤の性格を描いている。
前髪の惣三郎
美男の新入隊士加納惣三郎は、同期の田代彪蔵に男色の世界へ引き込まれた。やがて男色を巡って隊内で騒動が起こり、加納は土方と沖田に粛清される。大島渚監督の映画『御法度』の原作になったエピソード。
胡沙笛を吹く武士
奥州浪人・鹿内薫は寡黙だが勇敢な武士だった。鹿内は京娘と恋仲になり所帯を持つが、やがて妻子恋しさに命を惜しむようになり、ついに局中法度の第一の罪「士道不覚悟」と看做される。新選組において士道不覚悟の運命は死だった。
三条磧乱刃
新入隊士国枝大二郎は六番組組長井上源三郎と出会い、その好々爺然とした人柄に惹かれた。井上はそれほど剣の腕は立たないが、近藤、土方、沖田と同じ多摩出身の試衛館の門人で彼らと強い連帯を持っていた。尊攘浪士に剣術を謗られた事件をきっかけに井上と国枝は2人だけで浪人たちの根城へ切り込みをかける。大島渚監督の映画『御法度』の中に、このストーリーが盛り込まれている。
海仙寺党異聞
長坂小十郎は同郷の中倉主膳の紹介で入隊した。その中倉は情婦の密通相手に斬られて醜態をさらし、士道不覚悟として切腹させられる。行きがかり上、長坂はさほど親しくもなかった中倉の仇を討つ羽目に陥る。
沖田総司の恋
池田屋で大量の血を吐いた沖田総司は、会津藩の紹介で京の名医を訪ねる。労咳（結核）だった。沖田は町医者の娘に淡い恋心を抱く。新選組の京での立場を知る沖田はその娘と会うだけで良かったが、沖田と同郷で強い連帯感を持つ近藤と土方は、その娘を沖田の嫁にしようと勝手に動き始めてしまう。
槍は宝蔵院流
斎藤一はほんのささいなことから、宝蔵院流槍術師谷三十郎と関わりをもった。谷は新選組に入隊して幹部に迎えられる。腕が立ち家柄もいい谷は、息子・谷周平（史実では三十郎の弟だが、この小説では「倅」と書いてある）を近藤の養子にして隊内で大変な権勢を持つが、斎藤だけは苦手だった。やがて谷の立場が凋落し、粛清されるまでを斎藤の視点で描く。
弥兵衛奮迅
薩摩郷士富山弥兵衛は喧嘩が元で芸州藩士を斬ってしまう。薩摩藩にいられなくなった富山は伊東甲子太郎の仲介で新選組に入隊する。土方は薩摩藩の間者ではないかと警戒するものの、素朴で愛嬌のある富山がとても間者とは思えず、警戒を解いてしまう。だが、富山こそ天稟の間者だった。
四斤山砲
永倉新八の子供の頃の師匠筋を名乗る大林兵庫という浪人が屯所を訪ねてきた。永倉はまったく覚えがないが、大林にあれこれ言われて、そういうものかと信じてしまう。砲術を修めたという大林は、永倉の縁者ということもあって砲術頭に抜擢されるが、それまで砲術頭だった阿部十郎の立場がなくなってしまった。阿部は大林の砲術が紛いものだと見抜いていた。阿部は大林に侮辱を受けたことから伊東一派とともに脱退。やがて、阿部は鳥羽・伏見の戦いで薩摩藩の砲兵隊に加わり、新選組の大林の大砲と対決する。
菊一文字
刀を研ぎに出した沖田総司は刀屋から代わりの刀を借り受ける。それは鎌倉期の名刀菊一文字だった。その帰りに沖田は陸援隊士戸沢鷲郎に襲われるが、刀を抜かずに逃げてしまう。沖田の人柄に惚れた刀屋が菊一文字をただで譲るが、やはり沖田は使おうとはしなかった。労咳のために自分の命がわずかだと気付いていた沖田は、数百年永らえた菊一文字で人を斬る気がしなかった。だが、沖田の部下が戸沢に斬られてしまう。沖田は菊一文字で戸沢を斬る決意をする。

## 関連作品

### 映画

#### 新選組血風録 近藤勇
1963年。主演市川右太衛門。原作と異なり近藤勇が主人公となっている。

#### 御法度
1999年。大島渚監督作品。「前髪の惣三郎」と「三条磧乱刃」を原作とする。

### テレビドラマ
1965年、1998年、2011年に連続ドラマが放送された。

### 舞台
1997年、2018年に宝塚歌劇団で公演。「新選組血風録」と「燃えよ剣」を原作とする。

### 漫画
2018年 - 2020年。週刊文春で連載。作画担当は森秀樹。

### ラジオ
- 司馬遼太郎短篇傑作選（2012年10月 - 2025年3月、ラジオ大阪） - 朗読番組
  - 第5期にて『5周年スペシャル 司馬遼太郎「新選組血風録」を読む』と題して特集。
  - 第11期7作目の「鴨川銭取橋」を以て所蔵全作品朗読を達成。

| 第○期○作目 | 放送期間               | 作品名           | 朗読       |
| ---------- | ---------------------- | ---------------- | ---------- |
| 1 - 6      | 2013年6月 - 7月        | 沖田総司の恋     | 緑川光     |
| 5 - 1      | 2016年10月 - 11月      | 油小路の決闘     | 神奈延年   |
| 5 - 2      | 2016年11月 - 12月      | 芹沢鴨の暗殺     | 中井和哉   |
| 5 - 3      | 2016年12月 - 2017年1月 | 長州の間者       | 置鮎龍太郎 |
| 5 - 4      | 2017年1月 - 2月        | 池田屋異聞       | 竹本英史   |
| 5 - 5      | 2017年3月 - 4月        | 虎徹             | 磯部弘     |
| 5 - 6      | 2017年4月 - 5月        | 前髪の惣三郎     | 野島健児   |
| 5 - 7      | 2017年5月 - 6月        | 胡沙笛を吹く武士 | 草尾毅     |
| 5 - 8      | 2017年6月 - 7月        | 三条磧乱刃       | 石川英郎   |
| 5 - 10     | 2017年9月              | 菊一文字         | 竹下景子   |
| 7 - 8      | 2019年8月 - 9月        | 弥兵衛奮迅       | 竹下景子   |
| 8 - 1      | 2019年10月 - 11月      | 海仙寺党異聞     | 福山潤     |
| 9 - 7      | 2021年7月 - 8月        | 四斤山砲         | 関智一     |
| 11 - 3     | 2023年1月 - 2月        | 槍は宝蔵院流     | 関智一     |
| 11 - 7     | 2023年7月 - 8月        | 鴨川銭取橋       | 福山潤     |